# Anne-Henri-Melchior-Amédée Gaubert
Anne-Henri-Melchior-Amédée Gaubert, francoski general, * 1881, † 1967.